# 愛人［AI-REN］
『愛人[AI-REN]』（あいれん）は、田中ユタカによる日本の漫画。『ヤングアニマル』（白泉社）において、1999年11号から2002年10号まで連載された。単行本は全5巻。2009年1月には愛蔵版（A5版）上下2巻が作者へのインタビューも収録して刊行された。

## あらすじ
遠い未来。
人類の種の寿命が尽きようとしている。この時代、人間は生まれながらにして虚弱で、本来の寿命を全うできず、大半は生殖能力を喪失している。生物工学を駆使して新しい人間を創造する試みも、遺伝子操作の犠牲者を無数に生み出しただけだった。「人類の余命は200年」という予言が世間ではまことしやかに囁かれている。
移植手術の後遺症で死に瀕している孤児の少年・ヨシズミ・イクルは、ある日、市役所の福祉課に愛人（アイレン）の取得を申請する。愛人は終末期の患者の精神的な救済を目的とした、擬似的な恋人・配偶者である。その正体は、用済みの人造遺伝子人間（遺伝子操作された人間）の記憶を封印し、都合のいい人格を上書きしたものだ。イクルは愛人の欺瞞性に気づいていたが、独りで死にゆく寂しさに耐えかねてこの挙に及んだのである。市役所は申請を受け付け、イクルに目覚めたばかりの少女型の愛人を引き渡す。イクルは彼女をあいと名づけ、家に連れ帰る。翌朝、あいは完全に目覚め、活動を始めるが、彼女はあまりにあどけなく、まるで生まれたての子供であった。あいに世話をしてもらうつもりが、反対にあいの世話をしなければならなくなったイクルは少なからず戸惑うが、いつしか、あいとの暮らしに自身の幸せを見出すようになる。
ナギ・ハルカが、イクルたちの家を訪れる。ハルカはスイックスと呼ばれる遺伝子改良エリートで、イクルの後見人をつとめる一方で、難病に冒された児童のための養護施設・ホームを運営している。ハルカは愛人を取得したイクルを咎め、あいのことをただの「まぼろし」「人形」だと思い込むよう忠告する。「愛人の寿命は、パートナーにあわせて短く設定されている。あいも長くて10ヶ月程度しか生きられない。もしあいが先に死ねば、イクルは悲しみの中で人生を終えることになる。引き返せ」だがハルカの忠告は遅すぎた。イクルは市役所の福祉課に行き、愛人の取得手続きを完了する。ハルカの言ったことは事実だった。福祉課の担当者によると、あいの寿命――再生期間は8ヶ月から10ヶ月で、一度目覚めた愛人の寿命の延長は技術的に不可能だという。イクルは自身の過ちを後悔し、涙を流すが、過ちの代償は余りに大きく、もはや取り返しがつかない。家に帰ると、あいがイクルのためにケーキを焼いていた。最近のあいは心なしか大人び、イクルに対して複雑な感情を抱きつつあるようだ。あいはまだ何も知らない。
時を同じくして、南極の地球港（アースポート）では、カマロ・カレルレン国連事務総長率いる国連特別代表団が、HITOと名乗る集団との会見に臨もうとしていた。HITOは南半球災害に端を発する最終戦争の最中に宇宙から降り立ち、人智を超えた力で大量破壊兵器のコントロールを奪取し、戦争を未然に収束させた。このため、地球港はHITOに「救い」を求める何百万人もの避難民であふれかえっている。しかし国連の見立てでは、HITOの正体は神様でも宇宙人でもなく、遺棄された宇宙コロニーで独自の進化を遂げた人造遺伝子人間だ。カレルレンは、HITOこそが種の寿命に打ち勝つ「新しい人間」ではないかと危惧する。そしてHITOの代表者・キリトが姿を現す。キリトはスイックスに酷似した容姿の男性で、非常に礼儀正しく、友好的な態度で代表団に接する。しかし彼は禍々しいまでに神々しい微笑を浮かべ、自らを「人間」だと名乗る。HITOが新しい人間だとしたら、彼らは種の寿命の尽きた人類に何を与えるつもりなのだろう。救いか、それとも滅びか。
イクルとあいの共同生活は続いている。仲睦まじい二人は、端から見れば新婚夫婦か恋人同士のようだ。しかしその陰では、イクルが激痛を伴う発作に苦しんでいた。彼は幼年期にスペースコロニーの崩壊に巻き込まれて重傷を負い、何者かに施された移植手術で一命を取り留めた。だが、移植された他者の断片と彼の肉体は拒絶反応を起こし、彼の生命は尽きようとしている。イクルはハルカに貰ったターミナルケア用の痛み止めを服用しはじめるが、思いがけずあいに薬の成分を調べられ、「助からない病気」にかかっているのではないかと疑念を持たれる。問い詰められたイクルはあいに全ての真実を告げてしまう。イクルの告白はあいを絶望させ、束の間の幸せは暗転する。辛く悲しい日々は永遠に続くかと思われたが、あいは立ち直り、少しの時間が残った。イクルとあいは最期まで一緒に生きようと誓い合い、元の穏やかな日常に戻っていく。
あの会見以来、HITOは何の動きも見せていない。更に不可解なことに彼らの宇宙船・竜が見えなくなり、キリトを撮影した映像記録も消えてしまう。今やHITOが存在していたことを示す物証は一つもない。まるで世界中の人間が集団幻覚を見たかのようだ。カレルレンはこの現象を調査し、遂に真相を突き止める。HITOは実在のものではない。彼らは、最終戦争に恐怖し「他者の救い」を求める人類が無意識に空想し、一時共有されたまぼろしに過ぎなかった。だから、HITOは人類に、滅びも、救いも与えてくれない。人類は誰にも出会えないまま、また救われないまま、孤独な臨終を迎えるだろう。そして世界のたがが外れる。正体不明のテロリスト・名前の無い者たちによる全世界同時多発テロが発生し、南極の地球港では新種の生物兵器・呪いがばらまかれる。遺伝子改変ツールとして設計されたらしい呪いは、瞬く間に世界中に拡散し、全人類の遺伝情報を無作為に改ざんしてしまう。人類は、種の寿命に加えて、遺伝子汚染に伴う疾病にも苦しまねばならなくなった。
呪いの拡散により、世界中の人間が死に怯える。しかし死の恐怖は、イクルとあいには馴染みのものだった。イクルは、あいが自分を励ましてくれたように、自分にも死に怯える他人を励ますことができるのだと気づき、あいと一緒にハルカのホームで子どもたちの世話係をはじめる。そして数週間が過ぎたある朝、あいは眠るように息を引き取る。イクルはあいを埋葬すると、家を離れてハルカのホームに身を寄せる。ハルカのもとを訪れたイクルを驚きが待っていた。ハルカが「自分とあいの赤ちゃん」を人工子宮で育てていたのである。体外受精で生み出された(らしい)イクルとあいの子どもは、今は一個の細胞に過ぎないが、いずれは一人の人間になり、この世に生まれ出でるだろう。その事実にイクルは感極まり、涙を流すが、息子の誕生を見届けられないことも分かっていた。イクルはハルカに息子を託し、一時中断していた「仕事」を再開する。結局、イクルは最期まで、ホームの子どもたちに奉仕し続けた。

## 登場人物

### メインキャラクター
ヨシズミ・イクル
本作品の主人公。漢字表記では「吉住 生」。
生まれて間もなく両親共々「大きな交通事故」に遭い、体の半分を失うもその場にいた何者かに「他者」の移植を施され生き延びた。しかしその移植された「他者」はイクルを生かすためには必要なものの、同化も融合もせずに存在しているため、すきあらばイクルの本体を中から食い殺そうとしている。イクルはそういった戦いを自らの身体の中で15年以上も続けたため、その命は間もなく尽きようとしている。イクルは、交通事故のただ一人の生き残りであるが、まだ生まれて間もない時だったため、記憶がほとんどない。しかし宇宙空間で起こった爆発により母親が燃えていくヴィジョンは強烈に残っているようで、そのせいもあってか毎晩死神の立つ悪夢にうなされている。
両親が事故死した後、ある研究所に預けられて育ったが、『最後の瞬間は自分ひとりで生きたい』と願い出て、ある病気の療養所跡を借りきって一人暮らしを始める。しかし一人で死んでゆく寂しさに耐え切れなくなり、「愛人」を手に入れる。
右目下の左頬に事故の時についたとおもわれる切り傷がある。この世界の医療技術では簡単に消せそうであるが、消せない理由は、やはり「他者」の影響かもしれない。
料理が得意で、「あい」を喜ばすためにいろいろと新メニューを覚えて披露するが、自身は「他者」の影響もありほとんど食べることができない。栄養はほとんど薬と点滴。
「あい」のことはなにより思っているが、端から見れば単なる「バカップル」である。ハルカの施設の子供たちには「あいの亭主」と呼ばれている。
「あい」
本作品のヒロイン。イクルが市の福祉課に申請し、手に入れた「愛人」。「愛人」として再生された使命を全うし、短い命を最後までイクルと寄り添って生きる。最初はあどけなかったが、徐々に「愛人」としての人格に目覚め、イクルにとってかけがえのない存在となっていく。
ねぼすけ、大食い、手が空いても何もせずゴロゴロしているだけ。3拍子そろったぐうたら娘。イタズラも大好きで落ち着きがない。
好物はイクルの作るプリン。お絵かきが好き（愛らしくもシュール）で、イクルに買ってもらったスケッチブックに毎日絵日記をつけている。
どちらかといえば、ふっくらとした丸顔。初登場時は黒のロングヘアだったが、第1話でイクルに髪を切ってもらいショートヘアに。その後、徐々にセミロングになる。
ギターやピアノをほんの少し練習しただけである程度まで弾きこなせてしまう。
イクルへの恋心にはっきりと目覚めてからは、それまでの幼さが抜け、イクルのために料理を作ったり、裏の畑の野菜栽培を手伝ったりするようになる。それと同時に、身体にもふっくらとした丸みを帯びてきている。どうやら「あい」には何者かによって隠されている秘密があるようで、通常の「愛人」にはない特別な変異が起こり始めているらしい。
ナギ・ハルカ
スイックスの女性。イクルの先生であり後見人で、イクルが研究所を飛び出した時には自らの施設（ホーム）に引き取ろうとした。研究所で実験動物のように扱われていたイクルに、生きることの意味をスパルタ教育で植え付けた。そのためイクルは最初かなり怖い人物と思っていたが、それが全て自分のためであることがわかり、心を開くようになる（実際には「他者」に対する興味もあったようだ）。普段は施設と呼ばれる家に、遺伝子操作を失敗した子供たちと共に暮らしている。
当初イクルが「愛人」と一緒に暮らすことには難色を示していたが、イクルの表情が自分と一緒に居たころよりも生気に満ちていることを感じ、心配しつつも見守る。後に「あい」の曇りのない無邪気さに心を許し始めた。また「あい」が通用の「愛人」とは少し違うことに気付き始め、独自でその謎を調べ始める。しかしナギの照合能力をもってしても「あい」がどこから来たのかはつかめなかった。
スイックスゆえに生殖能力がなく、イクルのために自ら身体を張って、かつて人類が行なっていた愛の営みとはどんなものかを教える。イクルにとっての初めての人。当初は大人としてイクルと向き合っていたが、「あい」がイクルを変えていくのを見て、次第に胸のざわつきを抑えられなくなっていく。
お茶菓子が好きらしく、南極でのカレルレンとの会談の際、リクエストしたのは南極銘菓・『白雪姫』。
カマロ・カレルレン
国連事務総長。人類史上最も重要な「HITO」との会見に臨むため、南極・地球港（アースポート）近郊に浮ぶ、HITOの乗って来た“竜”に出向く。黒い肌に金髪を持ち、エリート階級として生み出された特殊な人間。
国連代表として世界の紛争地域の現場に赴き、数多くのむごたらしい状況を直接見てきたことがトラウマとなっている。ある紛争地域では、戦争終結の条件として当事者同士から見捨てられ「人ごと焼却」されることになった、生きながらにして生物兵器にされてしまった罪なき戦争難民たちを、これ以上汚染地域を増やさないために、自ら爆弾を仕掛け虐殺した過去がある。
「名前の無い者たち」による地球港バイオテロの際には、地球港に停泊中の軍艦内にいたので難を逃れるが、仕掛けられたテロが世界同時規模で起こったことを知って愕然（がくぜん）とする。その後の何者かが地球港付近に放った衛星兵器の攻撃により、重傷を負う。
ソン・ソンイル
カレルレンと共に、HITOとの会見に臨んだ国連特別代表団の一人。南極国連本部に併設された病院施設に何らかの病気で寝たきりになっている息子がいる。久々の休暇を取って息子を見舞いに訪れていた時に「名前の無い者たち」によって引き起こされた世界同時多発バイオテロに遭遇。息子に「どんなにひどい世界でも生きていける」ことを見せるために、あえて息子と一緒に「呪い」を受けることを決意する。
マーク・ラインバーガー
南極国連本部・人類種保全委員長。カレルレンと共に、HITOとの会見に臨んだ国連特別代表団の一人。地球港バイオテロの際、ソン・ソンイルに避難勧告するが、息子の命を思うソンの気持ちを変えることはできなかった。
「呪い」によって死にかけているところに現れたハルカに、「呪い」を受けた人間の解析データを託す。
キリト
HITOの代表として突如“竜”に乗って現れ、未知のテクノロジーで瞬時に全世界の大量破壊兵器を掌握し、世界中に向けて愚かな争いを止めるよう演説を行なった。
両の目で色が異なるヘテロクロミア。何らかの理由で左腕を失っており、機械化している。白い髪と肌など、外見上はスイックスに似た特徴を持つが、出自が違う。
人類と接触し会談を持つも、その後数ヶ月ののち忽然（こつぜん）と姿を消してしまう。しかも、キリトの演説の映像記録は個人の物に至るまで一切残らなかった。

### サブキャラクター
ク・メル
HITOの赤髪の少女。カレルレンら国連代表を“竜”の中で出迎えた。
メイホア
ハルカの施設で暮らしている女性。愛しいダンナと、そのおなかに新たな命を宿している。脆弱な生命ゆえ身体のほとんどを機械化している。
ダイチ
ハルカの施設で暮らしている子供。施設を訪れた「あい」にスカートめくりなどのちょっかいを出すが、突っ込んでくるところを毎回足払いされる。体のあちこちに継ぎ接ぎがある。
兵士
ハルカの施設でヒルコ達の番人をしている。目に赤外線スコープのような眼鏡をつけた黒衣の男。施設がまだ衛星軌道上にあるときは宇宙戦用のスペシャル・ソルジャーだった。それゆえ光も音も喜びも悲しみも感じない心と身体を作り上げた史上最強の男。しかし、鍛え上げた能力はついに使われることなく、それゆえにただ目に映るものを見、ただ聞こえるものに耳を傾け純粋に感じることに目覚めてしまった彼は、自分の存在そのものを悔いて生きている。ヒルコの眠る草原に迷い込んできた「あい」の純粋無垢な言葉に心を動かされ涙する。
ナギ
ハルカの母親。三重苦を背負い、動くことも自発呼吸をすることすらできずに生まれてきたが、非常に高度な知能を持ち、自らを研究所の本体である巨大宇宙船（スペース・ラボ）と同化することによってハンデを克服し、その中で人の遺伝子の研究（平たく言えば人体実験）を続け、ついにスイックスを生み出した。高名な生体科学者であり、その功績から「生物化学の巨人」「人類の母」とまで言われた。またそれが転じてナギが主催していた研究機関の名前もそのまま「ナギ」と呼ばれるようになる。その最盛期には、政治的、経済的にかなりの影響力を持っていたようだ。
現生人類に代わる新しい人類を生み出そうと、人間の完成形としてスイックス＝ハルカを生み出したが、結局スイックスはほぼ不死身の存在となるものの非常に脆弱な生命力しかもたない失敗作に終わる。
高齢のため、その天才的な頭脳はとうに失われ、幼児退行が始まっている。研究所が地球に降下したのはそのことに原因があるのかもしれない。全ての知覚が施設に繋がっているため、時に施設内でハデなイタズラをしでかしたりする。
イクルの両親
物語時は、すでに故人。交通事故の遺品の中にあったディスクに収録されていた映像で、イクルは自分の両親の姿を知った。そこで語られている分には、両親とも衛星軌道上に浮ぶ学術実験・研究用のコロニーに研究員として赴任していて、配属セクションは違ったものの、そこで行なわれていた親睦会で知り合い結婚したらしい。イクルはこの時代では当たり前になっている体外受精児であるが、出産は母の身体を使い生まれてきた。またイクルは漢字一文字で「生」と書き、これは両親ともに一文字の漢字で表す名前だったことと、生きにくい世の中にあっても精一杯生きて欲しいとの願いを込めて命名された。交通事故はイクルの出生届を出す前に起こったが、遺留品を回収した研究所がこのディスクを見つけたため、イクルの身元が確認された。
両親ともイクルに似ずふっくらとした体つきで、眼鏡をかけている。
国連職員
不意にハルカの施設を訪れたスーツ姿の二人組の男。表向きは引退したナギ博士に今季の地球栄誉市民選出の許諾を受けに来たことになっているが、裏では、HITOとの会談を受けてキリトの正体をナギから聞き出そうというもくろみでやってきた。ハルカはすでに数日前から施設周辺を監視されていることに気づいており、男の一人は自らの腕に偽装したレーザーガンを仕込んでいたが、ハルカに看破され腕ごと引きちぎられる。
ミヤザキ・ヤスオ
市役所の福祉課で「愛人」の墓守をしている管理職員。どうやら閑職であるらしい。申請人が「愛人」を直接受け取りに来ることはたいへん珍しく、そのためイクルのことはよく覚えている。その時はひどく暑い日なのに汗一つかかず、その表情は『死人よりも死人らしかった』という印象を持ったという。
所長
イクルの育った研究所の所長。「あい」のことを調べるため、イクルの記録を調べるために訪れたハルカを迎える。ハルカが先生としてイクルの前に現れた本当の理由を知っている。
剃髪の男の子
施設内でハルカに傷を負わせ脱走しようとした剃髪の少年。かつてテロ組織においてクローニング技術で養殖（大量生産）されていた「正義の戦士」の生き残り。ハルカが引き取った時には、すでに物理的脳改造を施され、感情を全て失っていた。そのため目に入ったものは全て殺そうとする純粋な殺人者となっている。前述の改造はかなり雑なものだったらしく、脱走時にはすでに瀕死の状態だった。生命維持装置をつけて眠らされていたが、なぜか突然起き出しハルカに襲い掛かった上、施設内の森に倒れていたところをイクルに見つけられる。
「名前の無い者たち」
南極の国連本部をバイオテロで襲撃した者たち。カレルレンの手記によれば、それが何者であったのかは、今なお特定されていないらしい。テロ後、南極国連本部に突撃した警備隊員たちが見たものは、幾重にも広がる人の焼け焦げた跡だった。また北半球のいくつかの地域にも「ボンベイ級の旧世紀型の原爆」を少なくとも5発落としている。
理由は不明だが、全ての人類に対し強い恨みを持っているようで『呪いは放たれた！今日という日より全ての人間は人間でいられなくなる。死ね！』と録音テープで犯行声明を出し、地球港を始め世界同時多発テロを仕掛けて、再び世界規模の大戦を起こし、この世に最大の厄災を招く。

## 用語
出典は全て作品中より抜粋したもの。
愛人（あいれん ai-ren）
終末期にある患者の精神的ケアを目的として、擬似的配偶者や恋人としての役割を果たす人造遺伝子人間。何らかの理由により存在を許されない人造遺伝子人間を凍結し、元の人格を封印することによって「愛人」として再生させる。医学的に死が避けられないと認められた患者が、市の福祉課に申請することによって手に入れることができる。正式名称はAGH-RMS（Artificial Genes Human Regenerated for Mental Support＝精神救護用再生人造遺伝子人間の略）。普段は市の地下にある、墓場のような冷凍施設に保管されている。
封印される前の人格は、テロの自爆要員、犯罪組織の殺し屋、愛玩用の少女売春婦など、生かしておいては人間にとって害をなす、存在そのものが否定されたものばかり。つまり、時の権力者が自らの野望を達成するために仕込んだ裏の存在として機械同然に生み出された「物」たちである。
再生処理後、約14時間で運動機能を回復し、約30時間前後で人格レベルが肉体年齢まで達しそこで安定。以後は寿命までそのままの状態を保たれる。再生期間はおおむね10ヶ月ほどだが、約8ヶ月から10ヶ月で予め刷り込まれた死のプログラムが急速に発動し、再生期間を終える。また一度再生された「愛人」の寿命を延ばすことはできない。
「愛人」の封印された記憶は、人権上の配慮から誰も知りえないようになっている。また元の人格の封印から新しい人格のプリンティングまで全て機械が自動管理していて、そのデータもすぐに完全に破棄されるため、誰ものぞき見ることはできない。
よく語られるサイボーグ、アンドロイド、クローン人間などとは違い、人間の手によって、ある目的のために“遺伝子を組替えて作られた人間”なので、医学的見地からもまったく普通の人間と変わりなく、食事も排泄も当たり前にするし、免疫力が低下すれば風邪もひく。
スイックス（sixes）
遺伝子改良されたエリート人間たちの俗称。人間としての最終完成形。真っ白な髪と肌、東洋的な美貌を持ち、不死身に近い生命力を持っているが、生殖能力はなく、青年期に入ると身体の絶えざる自己崩壊に晒される。
遺伝子操作により免疫力がアップしているため、どんな病気もかからないし、また老いることもない。ゆえに外からは首を切り落とすことぐらいしか完全に殺す方法はないが、その一方で遺伝子を操作しすぎてしまったため、ある一定の期間が過ぎると肉体が徐々に内部崩壊を起こすほど脆弱なものになってしまう。それを補うため、定期的に破損した肉体の付け替えを行なわなければならない（ただし、生殖能力はないにしても子を育てる仮腹にはなれるようで、その場合、スイックスの能力が子供に遺伝し、自らは免疫力が低下するなどの現象が起こることが確認されている）。
元はアメリカのSF作家、フィリップ・K・ディックの小説から引用された言葉。
「他者」（たしゃ）
事故により身体の半分を失ったイクルに移植されたもの。免疫学的に必要な存在とわかっていながら、その正体は作品世界の中でも明確になっていない。移植された相手に生命維持する力を与えるものの、融合も同化もせず、ただ内部から徐々に侵蝕しようとする。「他者」は、イクルが失った部位を形だけ補っているのではなく、遺伝子レベルでイクルの中に入り込んでいる。一説によれば移植されたものは「HITO」なのではないかと言われているが、それも定かではない。イクルには「他者」の姿が髪の長い女性の姿に見えているようだ。
死神（しにがみ）
毎夜イクルの前に現れては、何も答えず、ただじっとイクルを見つめる。外見上は髪の長い女性らしき姿をしているが、ただイクルにはそれが禍禍しい存在であることだけは解かっているので、必死に抵抗を試みている。イクルの病状が進むにつれ昼間でも見えるようになり、イクルを苦しめる。死を恐怖するイクルが生み出した「他者」のイメージそのままのようだが、「愛人」にない特徴を見せ始める「あい」の存在に疑問を感じ独自で調べだしたハルカと「あい」の前にも現れる。
南半球災害（みなみはんきゅうさいがい）
地球の南半球で起こった超大型の未曾有の大災害。物語の中ではこの大規模災害の発生からそれなりに時間が経っているようだが、それでもまだ世界全体が大変な政情不安に陥ったままである。イクルたちの住む地域ではあまり影響あるようには見えないが、現場はこの世に現出した地獄絵図であるらしい。今なお災害被害は日に日に拡大を続け次々と大量の死者が出ている。EUや国連などが治安維持部隊を送ったりしているようだが、それでも手に余ってしまっている状態であることが、連日ニュースでも伝えられている。
交通事故（こうつうじこ）
イクルがまだ生まれて間もない頃に見舞われた事故。交通事故となっているが、地上ではなく宇宙空間での出来事である。
HITO（ひと）
南半球災害に端を発し起こった中国、アフリカ両陣営の世界を巻き込んだ戦争の最中、突如として天空から竜に乗って現れた存在。この世界には存在しない高度なテクノロジーを有し、今まさに己の手で自らの命を絶とうとしていた人類に「人殺しはやめろ！」と警告を発し、世界を滅亡から救う。その際、衛星兵器はおろか全ての大量破壊兵器のコントロールがジャックされたことで、為政者たちは怖れをなして戦争を止めざるを得なかった。
その正体は、かつて地球の衛星軌道上にあった実験用コロニーごと放棄されていた遺伝子改造生命が、独自に進化進歩したナギのスイックスたちではないか、と推察されている。宇宙空間で急速に進化した「人類が初めて出会う、人類より上の存在」である。多くの人々には突如現れたように見えているが、実は10年以上前から人類と秘密裏に接触があったともいわれている。
人類と最初の会談を持って以来、HITOは世界を掌握したにもかかわらず、何ら要求も命令もせず、天罰も救済も与えないまま、会談から数ヶ月の後、忽然とその姿を消す。キリトが世界中で流した“演説”も個人のデータディスクに録画されたものでさえ綺麗サッパリ消え、彼等の存在自体がなかったことになった。
竜（りゅう）
HITOが乗り、天から降りてきた巨大宇宙船かコロニーのようなもの。くねくねと曲がる蛇のように長く伸びた部分と大きな羽から、翼を持つ竜のようなイメージを抱かせる。
国際連合（こくさいれんごう）
この世界の国連は、現実世界のものとはまったく違う別組織。本部は南極の地球港にある。秘密裏にHITOと接触し、その事実を世界から隠蔽しようと暗躍する。しかしHITOが忽然と姿を消してから数日後、何者かによるバイオテロにあい、国連本部は壊滅してしまう。
地球港（あーすぽーと）
南極にある人類がHITOとの会談を行なった国連本部がある場所。HITOとの会談を世間に知られたくないため、国連は表向き「混乱に乗じたテロ行為に対抗する必要な措置」として報道管制を敷いて地球港を封鎖。HITOとの接触事実を隠蔽した。しかし沖合いには、異人信仰を信じ、助けを戦争被災者の難民が100万人以上押し寄せてしまっている。
世界同時多発バイオテロによって引き起こされた世界戦争で、何者かの使った衛星兵器により周辺地域ごと跡形もなく蒸発、消滅する。
コロニーカルト
異人信仰（いじんしんこう）とも言われる。南半球大災害以後、難民の間に実しやかに囁かれている噂がそのまま新興宗教のように語られるようになったもの。元は「かつて衛星軌道上に遺棄されたコロニーには人間を遥に上回る存在“異人”がいる」という噂だったが、それが被災難民に広がるに連れ、「その者たちがいつか地球に飛来し、自分たちを救ってくれるかもしれない」というある種の信仰めいた話になっている。ある瞬間から戦争はピタリと止み、さらに“HITO”なるものが全世界に向けて「演説」を行なったことで「今まさに“異人”が南極に降り立っている」という話になり、実際、国連が地球港の封鎖を行なったために噂の域を越えて信憑性が増し、多くの被災難民が南極の沖合いに終結し出した。その数はすでに100万人規模に達していて更に増えそうな勢いである。
長生きのトマト
「あい」が育てているトマト。「あい」が来る前にイクルが家の裏庭に植えていたが、命に絶望感を覚えたイクルが引き抜いて捨てた。それを「あい」が見つけ再び埋めなおす。強い生命力があるらしく、引き抜かれてほうっておかれたにもかかわらずそのまま根を伸ばそうとしていた。「あい」は毒の雨の中、枯れかかっているトマトに傘を差して「生きて」と見守る。
毒の雨
作中でイクルが「当たると死んじゃう」と言っており、トマトが枯れだした。この世界では通常の雨に混じり、思い出したように降るらしい。
施設（ホーム）
ナギ・ハルカらが暮らす巨大なドーム型の家。実はその昔、地球の衛星軌道上に浮んでいた巨大宇宙船で、世界最大の人類研究機関「ナギ」と呼ばれていた。元々自立型のスペース・ラボだったので、必要なエネルギー・水・食料に至るまで、半永久的に自給自足が可能。現在この中には、ハルカとナギの研究員だった人々、遺伝子改造に失敗した子供たちらが多数住んでいる。中は相当広いらしく、草原のような場所まである。
ヒルコ
新しい人類を作るための遺伝子操作実験に使われ犠牲になった「元気に生まれてくるはずだった」子供たち。実験の失敗によって捨てられるが、殺処分とはならず、施設の中の草原地帯に大型カプセルのような生命維持装置の中で生き長らえている。
市役所（しやくしょ）
地下にある墓場のような場所に人造遺伝子人間が冷凍保存されて眠っている。この中では常に雪が舞うような低温状態が維持されている。「あい」もここで眠っていたのだが、覚醒後、何者かによって市役所の記録データが消されていた。また長く墓守をしている管理者のミヤザキも、「あい」がここにいたことは覚えているものの、いつから「あい」がそこにいたのかは覚えていない。
「呪い」が振り撒かれた世界同時多発バイオテロの前日に、イクルと「あい」は二人でここを訪れている。
研究所（ラボ）
イクルが育った場所。イクルはここで様々な研究の対象になっていた。元ナギ系列の研究機関ということで、新しい人類を生み出す研究を進めていたらしい。かつては資金的にも優遇されていたが、人類としての進化を止めてしまった今になっては何の役にも立たない組織と見なされ、近々閉鎖されるらしい。イクルに移植された「他者」についても調べていたが結局真相はつかめなかった。
音楽会（おんがくかい）
この世界においても娯楽としての音楽は存在するが、それは新たに生み出されたものではなく、旧時代から残されたものを密かに演奏し楽しむ人造遺伝子人間のグループがいるにすぎない。彼等は全て何らかの理由で世間から用済みになった存在であり、町の施設を利用し、定期的に音楽会を開いては人々を楽しませている。イクルと「あい」は、「あい」のお気に入りだったミュージシャンたちの音楽会に出かけ、予定より早く対象者に死なれてしまった「愛人」の歌い手に出会う。自らの命が少ないイクルは、この「愛人」の歌手もまた、もうすぐ命が尽きようとしていることに気づく。呆れるほどに猥褻で露骨な言葉であったが、生命力に満ち溢れた喜びの歌に、イクルと「あい」はただ涙する。
遺伝子操作（いでんしそうさ）
この時代に生きるほとんどの人間は、全て何らかの遺伝子操作を受けてから試験管ベビーとして生まれてくる。つまり人間は医学的に優れた遺伝子情報を持つ子供を生み出す術を持ってしまったがために、男女の恋愛感情はあっても、自らの子孫を残すための性交という行為自体をまったく必要としなくなっている。そうして生まれてくる子供たちは、生まれる前から必要な用途に沿って（例えば政府機関の有力者になる等）生み出されているため、この世界の人間は、基本的に皆優秀な人材と言えなくもない（実際イクルもまったくの免許なしに車を乗りこなしたり、ピアノを弾いたりしている）。ただそうした背景の影で、人が本来持っていたたくましい生命力は削られていき、脆弱な存在になり下がった人類が支配する世界となってしまった。
このように遺伝子操作技術が高度に発達した原因は、過去に起こった爆発的な人口増加による地球環境破壊にある。地球という1つの惑星に過剰なまで増えすぎた人類は、徐々に地球そのものを侵蝕し始め、その結果パワーバランスの均衡を崩して、ついに人類は世界最終戦争を起こしてしまう。これによって自らの手によって壊滅的打撃を負った人類は、人間が生活圏を確保するために、必要となる人間を必要な数だけ生み出す政策を実行する。それにより人類の人口はコントロールされ、同時に種としての寿命を考え、新たな人類を生み出そうとする研究機関が設立された。その中心となったのがナギであり、そこで生まれた人類の最終形態が「スイックス」なのである。その一方で違法に生み出される命もまた少なくなく、そういった者達は生まれざる者として捕えられた後、人格を破壊され放棄されるか、もしくは人格を封印した上で凍結保存され、「愛人」として第2の短い人生を生きることになる。
なお、出産方法についてはそのまま試験管ベビーとして生まれてくる他に、体外受精卵を母体に移して産む場合があるらしい。ただし、この時代の免疫力の低下したひ弱な生命力しかない人間にとって、それは寿命を縮める行為に等しく、そういった方法を取る親はほとんどいない。イクルは両親の強い要望もあって、母の母体から生まれた人間である。
「呪い」（のろい）
南極国連本部襲撃テロの数日後、一般市民が暮らす南極・地球港ドームに仕掛けられたバイオテロで使用された、人造ウィルスやナノマシン等とはまったく違う新種の生物兵器。大型コンピュータが解析し、かろうじて導き出した答えは『ヒト共生型人造擬似生命体』。「呪い」には、あらゆる防護壁、防護服の類がまるで役に立たず、同時多発バイオテロにより世界のあらゆる場所で噴出し、一気に全世界に蔓延してしまった。この類をみない遺伝子汚染で生物種としての現生人類は取り返しのつかないダメージを受けてしまう。
国連のマーク・ラインバーガー博士が、「呪い」を受けてなお生き残った患者のDNA配列を解析したところ、彼等に起こった変化は個々に違うものの、外見上の変化は何もなく、しかし、皆等しく、現在の世界から見て「人間」と判定できるものではないという。可能性として存在する答えは、「呪い」とは、人類を人為的、強制的に進化に追い込み、歴史の終わりに何者かが用意していた新世代の人類を作り出すための未知のテクノロジーではないか、としている。ただし、外部からあまりに急激に変化を強要するため、それに耐えられなかった場合は、もはや死を待つのみである。
最終浄化（さいしゅうじょうか）
某国同士の紛争において、お互いが相手にダメージを与えるため、戦争難民に対してバイオウィルスを散布し、生きながらにして人間生物兵器にして送り込むという作戦が遂行される。感染者たちは生きているうちは何も起こらないものの、死ねば死体から汚染物質が放たれ、周囲に甚大な被害をもたらす。しかし感染者のそばにいれば必ず伝染するというわけではないようだ。しかし最終的に国連の政治的介入により紛争は終結。その条件として人間生物兵器となった戦争難民たちを“双方合意の上”処分することになる。国連代表として若かりし頃のカレルレンは、紛争地帯にいる難民を助けようとするが、一度人間生物兵器となってしまった者たちを助ける術はなかった。カレルレンは難民の母親が自分の子を指し示し「なぜこの子が殺されなければならない？」という呪詛を浴びせられながら、己の無力さを嘆きつつ、自ら戦略爆弾で難民たちを「浄化」した。

## 書誌情報

### 単行本
- 田中ユタカ 『愛人[AI-REN]』 白泉社 〈ジェッツコミックス〉、全5巻
  1. 1999年12月5日初版発行（1999年11月1日発売）、ISBN 4-59-213351-X
  2. 2000年9月5日初版発行（2000年8月1日発売）、ISBN 4-59-213352-8
  3. 2001年7月5日初版発行（2001年6月1日発売）、ISBN 4-59-213353-6
  4. 2001年12月24日初版発行（2001年12月1日発売）、ISBN 4-59-213354-4
  5. 2004年10月5日初版発行（2004年9月29日発売）、ISBN 4-59-213355-2

### 特別愛蔵版
- 田中ユタカ 『愛人[AI-REN] 特別愛蔵版』 白泉社 〈ジェッツコミックス〉、全2巻
  - 上：2009年1月29日発売、ISBN 978-4-59-214298-0
  - 下：2009年1月29日発売、ISBN 978-4-59-214299-7